# Дефектно ефектни
Дефектно ефектни је био југословенски и српски панк рок бенд новог таласа из Београда, запамћени су као учесници у Артистичкој радној акцији, пројекта из 1981. године.

## Историја
Бенд су формирали чланови групе Урбана герила, гитариста Слободан Нешовић Лока, са басистом Бранком Банетом Петровићем и бубњаром Дејаном Игњатовићем. Бенд је објавио четири песме и две од њих, А и Д, појавиле су се на компилацији артистичке радне акције, у којој је представљена друга генерација панк рок и бендова новог таласа у Београду. У интервјуу је Нешовић изјавио да није задовољан снимцима због неискуства бенда радом у студију. У међувремену, бенд се неколико пута појавио у емисији Петком у 22.
По завршетку артистичке радне акције, бенд се распао и Нешовић је са бившим друговима из Урбане гериле основао бенд Berliner Strasse. Такође је био члан групе Радост Европе и Сан Виле, на коју су утицала дела Пола Велера, али који су кратко постојали (1986–1987). Радио је у студију и свирао гитару на неколико концерата са бившим колегом из бенда Berliner Strasse, Петром Илићем у краткотрајном бенду Bourbon B. Радио је као домаћин Б92 од 1989. до 1992. године. Такође је био ТВ водитељ на Студију Б за Видеодром, која је била прва независна музичка ТВ емисија и као диск-џокеј, организујући Есид хаус журке у Београду. Током југословенског рата емигрирао је и основао Red Luna Records, а 1996. се вратио у Београд и основао Automatik Records.
Песма А појавила се у српској издавачкој кући Cheerokie Sound, компилација разних уметника, Yugoslavia punk 1977–1991.
Песму Д обрадио је хрватски бенд Fakofbolan на албуму Једини доказ из 1998. Преименовали су песму и назвали је Сарајево.

## Дискографија
| Назив | Година |
| ----- | ------ |
| A / Д | 1981   |